# 1949年最高裁判所裁判官国民審査
1949年最高裁判所裁判官国民審査（1949ねんさいこうさいばんしょさいばんかんこくみんしんさ）は、1949年（昭和24年）1月23日に第24回衆議院議員総選挙と共に執行された最高裁判所裁判官国民審査。初めて実施された最高裁裁判官国民審査である。

## 概要
14人の最高裁判所裁判官に対して国民審査が行われ、全員罷免しないとされた。投票率は74.04%であった。第1回のため、審査を受けてから10年経過していない者がいないため第24回衆議院議員総選挙の公示日に在任していた14人の裁判官が国民審査の対象となった。14人の裁判官が国民審査の対象となったのは歴代で最も審査対象者が多い国民審査である（なお、定数である15人が国民審査の対象とならなかったのは、第24回衆議院議員総選挙の公示日である1948年12月27日から185日前の同年6月26日に庄野理一が最高裁判所裁判官を依願退官し、後任の裁判官が第24回衆議院議員総選挙の公示日まで任命されず1名欠員状態が続いていたためである）。
全国選挙管理委員会は都道府県選挙管理委員会に「選挙と審査投票用紙を同時に交付し、投票管理者、投票立会人は有権者が必ず審査投票を行うよう監視する」と通知しており、第24回衆議院議員総選挙と同時に実施された国民審査では国民審査のみを棄権することは認められていなかった（ただし、記載所での投票用紙放置や投票用紙の持ち帰りがあるため、投票者数と投票総数は一致しない）。
東京都在住の弁護士が「国民審査について、裁判官の良否を知らぬ国民に投票を強制し、国民の思想、良心の自由を侵害したから違憲無効」とする訴訟を起こしたが、1952年2月20日に最高裁は「国民審査は積極的に裁判官を罷免させるか否かを決める解職の制度であるから、積極的に罷免を可とする者とそうでない者とどちらが多いかをしろうとするものである。罷免する方がいいか悪いかわからない者は結局積極的に罷免を可とする者とはいえないから、その者の白紙投票を罷免を可としない方の数に入れたのは適法で、思想、良心の自由を制限するものではない」として、無効訴訟を棄却する判決が確定した。

## 審査対象者
裁判官6名、弁護士4名、行政官2名（内務省1・外務省1）、検察官1名、法学者1名。弁護士出身の庄野理一は1948年（昭和23年）6月26日、国民審査を経ずに依願免官。
| 氏名             | 任命年月日   | 学歴                   | 出身分野 | 指名内閣 |
| ---------------- | ------------ | ---------------------- | -------- | -------- |
| 三淵忠彦1        | 1947年8月4日 | 京都帝国大学法科大学卒 | 裁判官   | 片山内閣 |
| 塚崎直義         | 1947年8月4日 | 京都帝国大学法科大学卒 | 弁護士   | 片山内閣 |
| 長谷川太一郎     | 1947年8月4日 | 明治大学法学部卒       | 弁護士   | 片山内閣 |
| 澤田竹治郎       | 1947年8月4日 | 東京帝国大学法科大学卒 | 行政官   | 片山内閣 |
| 霜山精一         | 1947年8月4日 | 東京帝国大学法科大学卒 | 裁判官   | 片山内閣 |
| 井上登           | 1947年8月4日 | 東京帝国大学法科大学卒 | 裁判官   | 片山内閣 |
| 栗山茂           | 1947年8月4日 | 東京帝国大学法科大学卒 | 行政官   | 片山内閣 |
| 真野毅           | 1947年8月4日 | 東京帝国大学法科大学卒 | 弁護士   | 片山内閣 |
| 小谷勝重         | 1947年8月4日 | 法政大学専門部卒       | 弁護士   | 片山内閣 |
| 島保             | 1947年8月4日 | 東京帝国大学法科大学卒 | 裁判官   | 片山内閣 |
| 齋藤悠輔         | 1947年8月4日 | 東京帝国大学法学大学卒 | 検察官   | 片山内閣 |
| 藤田八郎         | 1947年8月4日 | 東京帝国大学法科大学卒 | 裁判官   | 片山内閣 |
| 岩松三郎         | 1947年8月4日 | 東京帝国大学法科大学卒 | 裁判官   | 片山内閣 |
| 河村又介         | 1947年8月4日 | 東京帝国大学法学部卒   | 法学者   | 片山内閣 |
| 1 最高裁判所長官 |              |                        |          |          |

## 審査結果
澤田竹治郎の罷免可率4.00%は歴代最低である。
| 裁判官       | 罷免を 可とする票 | 罷免を 可としない票 | 罷免を 可とする率 |
| ------------ | ----------------- | ------------------- | ----------------- |
| 霜山精一     | 1,450,750         | 28,776,879          | 4.80%             |
| 小谷勝重     | 1,378,268         | 28,849,400          | 4.56%             |
| 齋藤悠輔     | 1,363,474         | 28,854,314          | 4.51%             |
| 岩松三郎     | 1,330,603         | 28,898,182          | 4.40%             |
| 塚崎直義     | 1,319,548         | 28,898,406          | 4.37%             |
| 栗山茂       | 1,340,594         | 28,867,298          | 4.44%             |
| 長谷川太一郎 | 1,331,698         | 28,886,062          | 4.41%             |
| 井上登       | 1,296,697         | 28,921,287          | 4.29%             |
| 三淵忠彦     | 1,677,616         | 28,540,426          | 5.55%             |
| 河村又介     | 1,239,270         | 28,978,863          | 4.10%             |
| 真野毅       | 1,244,854         | 28,972,152          | 4.12%             |
| 島保         | 1,259,669         | 28,958,151          | 4.17%             |
| 藤田八郎     | 1,217,055         | 29,001,954          | 4.03%             |
| 澤田竹治郎   | 1,213,100         | 29,104,942          | 4.00%             |

| 有効票数（有効率）                     | 31,052,735 | 99.60% |
| 無効票数（無効率）                     | 123,160    | 0.40%  |
| 投票者数（投票率）                     | 31,175,895 | 74.04% |
| 棄権者数（棄権率）                     | 10,929,405 | 25.96% |
| 有権者数                               | 42,105,300 | 100.0% |
| 出典：最高裁裁判官国民審査の実証的研究 |            |        |